# X legislatura del Parlamento europeo
La X legislatura del Parlamento europeo ha avuto inizio il 16 luglio 2024 con la prima seduta del Parlamento, la cui composizione è stata determinata dai risultati delle elezioni europee del 6-9 giugno 2024.
In questa legislatura, grazie ad una modifica del settembre 2023, il Parlamento ha aumentato il proprio numero di membri, facendolo passare da 705 a 720.

## Cronologia

### 2024

#### Giugno
- 6-9: si svolgono le elezioni in tutti i 27 Paesi dell'Unione europea.

#### Luglio
- 16: Si svolge la prima seduta plenaria del Parlamento europeo a Strasburgo, presieduta a norma dell'articolo 14, comma 2 del Regolamento dalla Presidente uscente Roberta Metsola, che viene rieletta Presidente al primo scrutinio. Nello stesso giorno vengono eletti i 14 Vicepresidenti.
- 17: Vengono eletti i 5 Questori del Parlamento.
- 18: Il Parlamento europeo riconferma Ursula von der Leyen (PPE) alla carica di Presidente della Commissione europea, con 401 favorevoli, 284 contrari, 15 astensioni e 7 voti nulli.
- 31: Si dimette per motivi personali il MEP Martin Hlaváček, eletto in Repubblica Ceca nelle liste del ANO 2011 (Patrioti)[2]

#### Agosto
- 23: Muore a 62 anni il MEP Predrag Matić, eletto in Croazia nelle liste del Partito Socialdemocratico di Croazia (S&D).[3]

#### Settembre
- 1: Si dimette in seguito ad uno scandalo il MEP Győrffy Balázs, eletto in Ungheria nelle liste del Fidesz (Patrioti), accusato di aver aggredito una ragazza mentre era ubriaco.[4]
- 5: Viene nominato come MEP Marko Vešligaj, in seguito alla morte di Predrag Matić, eletto in Croazia nelle liste del Partito Socialdemocratico di Croazia (S&D).[5]
- 17: L'ex presidente del consiglio italiano Mario Draghi presenta la relazione sul futuro della competitività europea[6].
- 22: Viene nominato come MEP Csaba Dömötör, in seguito alle dimissioni di Győrffy Balázs, eletto in Ungheria nelle liste del Fidesz (Patrioti).[7]

#### Ottobre
- 1: Il partito polacco Movimento Nazionale annuncia l'adesione al gruppo Patrioti per l'Europa, ne consegue il passaggio dei suoi 2 MEPs al gruppo, che lasciano i non iscritti
- 8: Il parlamento approva la mobilitazione del Fondo di solidarietà dell'Unione europea per fornire assistenza a Italia, Slovenia, Austria, Grecia e Francia in relazione a sei catastrofi naturali verificatesi nel 2023[8]
- 9: Il primo ministro ungherese Viktor Orbán presenta il programma di attività della Presidenza ungherese.[9]
- 22: L'ex primo ministro italiano Enrico Letta presenta la relazione "Much more than a market"[10]
- 24: il Parlamento ha deciso di assegnare il Premio Sacharov 2024 a María Corina Machado, leader delle forze democratiche del Venezuela, e al Presidente eletto, Edmundo González Urrutia, in rappresentanza di tutti i venezuelani che lottano per la libertà e la democrazia nel loro Paese[11]

#### Novembre
- 14: L'ex presidente finlandese Sauli Niinistö presenta la relazione sul miglioramento della preparazione e della prontezza civile e di difesa dell'Europa[12]. Nello stesso giorno l'Eurocamera approva la risoluzione per sanzionare la flotta ombra russa[12], come conseguenza dell'invasione russa dell'Ucraina
- 19: Sessione straordinaria monotematica a mille giorni dall'invasione su larga scala dell'Ucraina da parte della Russia. Interviene anche il presidente ucraino Volodymyr Zelens'kyj[13]
- 27: Il Parlamento approva la Commissione von der Leyen II nel suo complesso con 370 voti favorevoli, 282 contrari e 36 astensioni.[14]

#### Dicembre
- 1: Gli eurodeputati Christophe Hansen (PPE), Andrius Kubilius (PPE), Roxana Mînzatu (S&D) e Henna Virkkunen (PPE) decadono in seguito alla nomina a Commissari europei. Lo stesso giorno quest'ultima viene sostituita da Sirpa Pietikäinen[15]
- 2: Viene nominato come MEP Andi Cristea, in seguito alla decadenza di Roxana Mînzatu, eletto in Romania nelle liste del Partito Social Democratico (S&D)[16].
- 3: Viene nominata come MEP Martine Kemp, in seguito alla decadenza di Christophe Hansen, eletto in Lussemburgo nelle liste del Partito Popolare Cristiano Sociale (PPE)[17].
- 4: Viene nominato come MEP Liudas Mažylis, in seguito alla decadenza di Andrius Kubilius, eletto in Lituania nelle liste dell'Unione della Patria - Democratici Cristiani di Lituania (PPE)[18].
- 17: Il parlamento nomina, a scrutinio segreto, la portoghese Teresa Anjinho come mediatrice europea[19].
- 18: La presidente georgiana Salomé Zourabichvili tiene un discorso all'Eurocamera per denunciare l'influenza russa durante le elezioni legislative georgiane[20]. Nello stesso giorno i due dei tre MEP del partito spagnolo Se Acabó La Fiesta lasciano i non iscritti e aderiscono all'ECR[21]
- 23: I due MEP del partito bulgaro Movimento per i Diritti e le Libertà lasciano Renew Europe e aderiscono ai non iscritti[22]

### 2025

#### Gennaio
- 22: L'eurodeputato slovacco Milan Mazurek del partito Repubblica lascia i non iscritti e aderisce a ESN[23]
- 29: Il Parlamento si riunisce in seduta solenne in occasione della Giornata internazionale di commemorazione delle vittime dell'Olocausto.[24]
- 30: L'eurodeputata italiana Irene Tinagli (S&D) viene eletta presidente della commissione speciale sulla crisi degli alloggi nell'UE del Parlamento europeo.[25]

#### Febbraio
- 3: L'eurodeputata francese Nathalie Loiseau (Renew) viene eletta presidente della commissione speciale sullo scudo europeo per la democrazia del Parlamento europeo.[26]
- 11: Il Presidente della Verchovna Rada Ruslan Stefanchuk tiene un discorso in cui ha affermato il suo impegno per una “pace giusta“ in Ucraina[27]
- 13: Il Parlamento europeo ha approvato una risoluzione che rifiuta di riconoscere le autorità autoproclamate del partito al governo Sogno Georgiano, compreso il neo nominato presidente Mikheil Kavelashvili, come conseguenza dei brogli elettorali in Georgia[28]

#### Marzo
- 11: Il Parlamento Europeo ha tenuto un dibattito sulla sicurezza europea, a cui hanno partecipato la presidente della commissione Ursula von der Leyen e il presidente del Consiglio europeo António Costa.[29]
- 12: Il Parlamento Europeo approva, con 419 voti a favore, 204 voti contrari e 46 astensioni, una risoluzione non vincolante sul Libro bianco della difesa[30].
- 25: L'eurodeputato tedesco Maximilian Krah (NI) decade in seguito alla elezione a membro del Bundestag[31]

#### Aprile
- 2: Il Parlamento Europeo ha approvato il rapporto sulla politica di difesa e di sicurezza comune 2024, con 399 voti a favore, 198 contrari e 72 astenuti[32].
- 3: Il Parlamento Europeo ricorda il 110° anniversario del genocidio armeno[33].
- 4: Viene nominato come MEP Volker Schnurrbusch, in seguito alla decadenza di Maximilian Krah, eletto in Germania nelle liste del Alternative for Germany (NI)[34].
- 19: L'eurodeputata francese Malika Sorel del partito Rassemblement National lascia il PfE e aderisce ai non iscritti. Contemporaneamente Sorel lascia la delegazione nazionale del RN[35]

#### Maggio
- 5: Il Parlamento Europeo commemora la scomparsa di Papa Francesco[36].
- 6: Il Parlamento europeo ha deciso di applicare una procedura d’urgenza nel modificare la legislazione sulla riduzione graduale delle emissione di CO2 per gli autoveicoli[37].
- 7: Il Parlamento europeo commemora l'80° anniversario della fine della Seconda guerra mondiale in Europa[38]. Durante la sessione plenaria il Parlamento approva la sospensione dei negoziati per la adesione della Turchia all'Unione europea con 367 voti favorevoli, 74 contrari e 188 astensioni[39]
- 8: L'eurodeputato tedesco Ralf Volker Schnurrbusch del partito Alternative für Deutschland lascia i non iscritti e aderisce ad ESN.[40]. Durante la sessione plenaria il Parlamento Europeo ha approvato una modifica della direttiva Habitat, declassando lo status del lupo con 371 favorevoli, 162 astensioni e 37 contrari[41][42].
- 21: Durante una seduta solenne, Nataša Pirc Musar, Presidente della Repubblica di Slovenia, tiene un discorso parlando dello Stato dell'Unione Europea e della politica internazionale[43].
- 22: Il Parlamento Europeo approva nuove sanzioni alla Russia e alla Bielorussia, aumentando i dazi su fertilizzanti e prodotti agricoli[44]. Nella stessa seduta, il Parlamento approva a scrutinio segreto la nomina di Ivana Maletić a membro della Corte dei conti[45].

#### Giugno
- 4: L'eurodeputato lussemburghese Fernand Kartheiser del Partito Riformista di Alternativa Democratica lascia ECR e aderisce ai non iscritti[46] in seguito alla espulsione dal gruppo sulla Invasione russa dell'Ucraina del 2022, avendo visitato la Russia[47][48].
- 16: Il Parlamento europeo ricorda il 40° anniversario dell'accordo di Schengen[49]
- 17: Il monarca giordano Abd Allah II di Giordania tiene un discorso al Parlamento, chiedendo di sanzionare Israele per ciò che stava avvenendo a Gaza[50]
- 18: Il Parlamento discute del  vertice della NATO in programma dal 24 al 26 giugno 2025[51]
- 23: Falliscono i negoziati tra PPE, S&D e Renew sulla direttiva europea sulle dichiarazioni ambientali, che mira a combattere il greenwashing aziendale e ne viene annunciato il ritiro[52]

#### Luglio
- 2: Viene annunciata una mozione di censura da parte del deputato bulgaro Gheorge Piperea (ECR) riguardante il caso Pfizergate[53]
- 7: Si tiene, durante la seduta plenaria, la discussione sulla mozione di censura[54]. Il Parlamento commemora inoltre il 30° anniversario del Massacro di Srebrenica[55]
- 8: La presidente di turno Mette Frederiksen illustra le priorità del semestre di presidenza della Danimarca[56][57]. Nella sessione di votazione, l'Eurocamera approva l'adesione della Bulgaria alla zona euro dal 1° gennaio 2026 con 531 voti favorevoli, 69 contrari e 79 astensioni[58].
- 9: L'europarlamento discute del pride di Budapest e dei diritti LGBT+ in Ungheria[59]
- 10: Il Parlamento europeo rigetta la mozione di censura contro la commissione con 360 voti contrari, 175 a favore e 18 astensioni[60]
- 31: Si dimette per motivi familiari Ondřej Kovařík, eletto in Repubblica Ceca nelle liste del ANO 2011 (Patrioti)[61]

## Ufficio di presidenza

### Prima metà della legislatura

#### Presidente
Roberta Metsola (PPE) - Eletta il 16 luglio 2024 al primo scrutinio con 562 voti

#### Vicepresidenti
I vicepresidenti sono stati eletti il 16 luglio 2024. In base al turno di votazione e al numero di voti ottenuti si determina l'ordine di precedenza, come riportato nella tabella che segue.
| #  | Nome                  | Gruppo    | Nazione    | Voti         |
| -- | --------------------- | --------- | ---------- | ------------ |
| 1  | Sabine Verheyen       | PPE       | Germania   | 604 1º turno |
| 2  | Ewa Kopacz            | PPE       | Polonia    | 572 1º turno |
| 3  | Esteban González Pons | PPE       | Spagna     | 478 1º turno |
| 4  | Katarina Barley       | S&D       | Germania   | 450 1º turno |
| 5  | Pina Picierno         | S&D       | Italia     | 405 1º turno |
| 6  | Victor Negrescu       | S&D       | Romania    | 394 1º turno |
| 7  | Martin Hojsík         | RE        | Slovacchia | 393 1º turno |
| 8  | Christel Schaldemose  | S&D       | Danimarca  | 378 1º turno |
| 9  | Javi López            | S&D       | Spagna     | 377 1º turno |
| 10 | Sophie Wilmès         | RE        | Belgio     | 371 1º turno |
| 11 | Nicolae Ștefănuță     | Verdi/ALE | Romania    | 347 1º turno |
| 12 | Roberts Zīle          | ECR       | Lettonia   | 490 2º turno |
| 13 | Antonella Sberna      | ECR       | Italia     | 314 2º turno |
| 14 | Younous Omarjee       | GUE/NGL   | Francia    | 311 2º turno |

#### Questori
I questori sono stati eletti il 17 luglio 2024. 
| Nome             | Gruppo | Nazione     | Voti         |
| ---------------- | ------ | ----------- | ------------ |
| Andrey Kovatchev | PPE    | Bulgaria    | 559 1º turno |
| Marc Angel       | S&D    | Lussemburgo | 461 1º turno |
| Miriam Lexmann   | PPE    | Slovacchia  | 459 1º turno |
| Fabienne Keller  | RE     | Francia     | 398 1º turno |
| Kosma Złotowski  | ECR    | Polonia     | 335 2º turno |

## Gruppi parlamentari
| Gruppo parlamentare | Gruppo parlamentare                                    | Presidente                           | Seggi     |
| ------------------- | ------------------------------------------------------ | ------------------------------------ | --------- |
|                     | Gruppo del Partito Popolare Europeo                    | Manfred Weber                        | 188 / 720 |
|                     | Alleanza Progressista dei Socialisti e dei Democratici | Iratxe García Pérez                  | 136 / 720 |
|                     | Patrioti per l'Europa                                  | Jordan Bardella                      | 84 / 720  |
|                     | Gruppo dei Conservatori e dei Riformisti Europei       | Joachim Brudziński Nicola Procaccini | 79 / 720  |
|                     | Renew Europe                                           | Valérie Hayer                        | 75 / 720  |
|                     | I Verdi/Alleanza Libera Europea                        | Terry Reintke Bas Eickhout           | 53 / 720  |
|                     | La Sinistra                                            | Manon Aubry Martin Schirdewan        | 46 / 720  |
|                     | Non iscritti                                           | Non iscritti                         | 30 / 720  |
|                     | Europa delle Nazioni Sovrane                           | René Aust Stanisław Tyszka           | 27 / 720  |
|                     | Seggi vacanti                                          | Seggi vacanti                        | 2 / 720   |

### Variazione nella composizione
La tabella mostra le variazioni nella composizione dei gruppi.
|                           | Gruppo del Partito Popolare Europeo (PPE)                    | 188 | 188 | 188 |  |  |  |  |  |
|                           | Alleanza Progressista dei Socialisti e dei Democratici (S&D) | 136 | 136 | 136 |  |  |  |  |  |
|                           | Patrioti per l'Europa (PfE)                                  | 84  | 86  | 85  |  |  |  |  |  |
|                           | Gruppo dei Conservatori e dei Riformisti Europei (ECR)       | 78  | 80  | 79  |  |  |  |  |  |
|                           | Renew Europe (RE)                                            | 77  | 75  | 75  |  |  |  |  |  |
|                           | I Verdi/Alleanza Libera Europea (Verdi/ALE)                  | 53  | 53  | 53  |  |  |  |  |  |
|                           | La Sinistra al Parlamento europeo (GUE/NGL)                  | 46  | 46  | 46  |  |  |  |  |  |
|                           | Europa delle Nazioni Sovrane (ESN)                           | 25  | 25  | 27  |  |  |  |  |  |
|                           | Non iscritti (NI)                                            | 32  | 30  | 30  |  |  |  |  |  |
| Seggi vacanti             | Seggi vacanti                                                | 1   | 1   | 2   |  |  |  |  |  |
| Totale                    | Totale                                                       | 720 | 720 | 720 |  |  |  |  |  |
| Fonte: Parlamento europeo |                                                              |     |     |     |  |  |  |  |  |

## Commissioni permanenti
| Sigla | Commissione                                      | Membri | Presidente | Presidente                         |
| ----- | ------------------------------------------------ | ------ | ---------- | ---------------------------------- |
| AFET  | Affari Esteri                                    | 71     |            | David McAllister (PPE)             |
| DROI  | Diritti dell'uomo                                | 30     |            | Mounir Satouri (Verdi/ALE)         |
| SEDE  | Sicurezza e difesa                               | 30     |            | Marie-Agnes Strack-Zimmermann (RE) |
| DEVE  | Sviluppo                                         | 26     |            | Barry Andrews (RE)                 |
| INTA  | Commercio internazionale                         | 41     |            | Bernd Lange (S&D)                  |
| BUDG  | Bilanci                                          | 41     |            | Johan Van Overtveldt (ECR)         |
| CONT  | Controllo dei bilanci                            | 30     |            | Niclas Herbst (PPE)                |
| ECON  | Problemi economici e monetari                    | 60     |            | Aurore Lalucq (S&D)                |
| FISC  | Questioni fiscali                                | 30     |            | Pasquale Tridico (GUE/NGL)         |
| EMPL  | Occupazione e affari sociali                     | 55     |            | Li Andersson (GUE/NGL)             |
| ENVI  | Ambiente, sanità pubblica e sicurezza alimentare | 76     |            | Antonio Decaro (S&D)               |
| SANT  | Sanità pubblica                                  | 30     |            | Adam Jarubas (PPE)                 |
| ITRE  | Industria, ricerca e energia                     | 72     |            | Borys Budka (PPE)                  |
| IMCO  | Mercato interno e protezione dei consumatori     | 45     |            | Anna Cavazzini (Verdi/ALE)         |
| TRAN  | Trasporti e turismo                              | 49     |            | Elissavet Vozemberg-Vrionidi (PPE) |
| REGI  | Sviluppo regionale                               | 43     |            | Adrian-Dragoș Benea (S&D)          |
| AGRI  | Agricoltura e sviluppo rurale                    | 48     |            | Veronika Vrecionová (ECR)          |
| PECH  | Pesca                                            | 28     |            | Carmen Crespo (PPE)                |
| CULT  | Cultura e istruzione                             | 31     |            | Nela Riehl (Verdi/ALE)             |
| JURI  | Giuridica                                        | 25     |            | Ilhan Kyuchyuk (RE)                |
| LIBE  | Libertà civili, giustizia e affari interni       | 68     |            | Javier Zarzalejos (PPE)            |
| AFCO  | Affari costituzionali                            | 28     |            | Sven Simon (PPE)                   |
| FEMM  | Diritti della donna e uguaglianza di genere      | 35     |            | Lina Gálvez (S&D)                  |
| PETI  | Petizioni                                        | 35     |            | Bogdan Rzońca (ECR)                |

## Commissioni speciali
| Sigla | Commissione                     | Membri | Presidente | Presidente            |
| ----- | ------------------------------- | ------ | ---------- | --------------------- |
| HOUS  | Crisi degli alloggi             | 33     |            | Irene Tinagli (S&D)   |
| EUDS  | Scudo europeo per la democrazia | 33     |            | Nathalie Loiseau (RE) |